# Seaton-Gletscher
Der Seaton-Gletscher ist ein 27 km langer Gletscher im ostantarktischen Kempland. Er fließt in südöstlicher Richtung zum nordwestlichen Teil der Edward-VIII-Bucht, wo er in das Edward-VIII-Schelfeis mündet.
Norwegische Kartographen kartierten ihn anhand von Luftaufnahmen der Lars-Christensen-Expedition 1936/37. Wissenschaftler der Australian National Antarctic Research Expeditions nahmen zwischen 1954 und 1958 eine neuerliche Kartierung vor. Das Antarctic Names Committee of Australia (ANARE) benannte ihn 1958 nach Leutnant John Alex Seaton (* 1927) von der Royal Australian Air Force, Pilot der Flüge bei der ANARE 1956 von der Mawson-Station.